# Swammerdamia passerella
Swammerdamia passerella is een vlinder uit de familie van de stippelmotten (Yponomeutidae). Swammerdamia passerella werd in beschreven door Zett.